# Junior Football Club
Il Junior Football Club è stata una società calcistica con sede a Torino ad inizio Novecento.

## La squadra
Di questa antica squadra esistono solo poche frammentarie notizie intorno alla fine del primo decennio del XX secolo. Sull'elenco delle società federate nel 1908, appare come il quarto club del capoluogo piemontese, dopo bianconeri, granata e piemontini.
Nonostante la regolare affiliazione, l'unica avventura in campionati federali si registrò nel Campionato Italiano di Seconda Categoria 1909, nel quale arrivò dietro la squadra riserve della Juventus nel girone eliminatorio torinese. Nell'amichevole precampionato Torino II-Junior 3-2 del 14 marzo 1909 la formazione era così composta: Tirozzi, Capello, Ferrero, Mattea, Biglio, Boggio, Spinoglio, Follis, Boggio, Margaritora, Mino.
La società non diede poi più notizia di sé.